# Xilomantzin
Xilomantzin fue tlatoani del altépetl precolombino de Colhuacan en el Valle de México de 1440 a 1473.
Xilomantzin fue hijo de Acoltzin, anterior gobernante de Colhuacan, y Tlacochcuecihuatl o Tlacochcuetzin, una hija de Tezozómoctli, gobernador de Azcapotzalco.Sucedió a su padre en 1440 (13 pedernal). Se casó con Izquixotzin, hija de Tlacatéotl, gobernador de Tlatelolco, y tuvieron un hijo llamado Acolmiztli.
En 1473 (7 caballo), Xilomantzin se alió con Moquihuixtli, por aquel entonces gobernador de Tlatelolco, en un conflicto con Tenochtitlan (liderado por Axayácatl), el cual resultó en la muerte tanto de Moquihuixtli y Xilomantzin.